# Умітджан Гюреш
Умітджан Гюреш (тур. Ümitcan Güreş, 24 червня 1999) — турецький плавець. Учасник Чемпіонату світу з плавання на короткій воді 2018, де у своєму півфіналі на дистанції 50 метрів батерфляєм посів 4-те місце і не потрапив до фіналу.